# Битва при Кардедеу
В битве при Кардедеу (также встречается Битва при Кардадеу) 16 декабря 1808 года имперский французский корпус под командованием Лорана Гувиона Сен-Сира атаковал испанские войска под командованием Хуана Мигеля де Вивес-и-Фелиу и Теодора фон Рединга. Сен-Сир выиграл сражение, построив бо́льшую часть своих войск в огромные колонны, разбившие испанские шеренги. Деревня Кардедеу находится в 17 км к северо-востоку от Барселоны, Испания. Сражение произошло во время Пиренейской войны, являющейся частью наполеоновских войн.
К осени 1808 года французский корпус под командованием Гийома Филибера Дюэма был осаждён в Барселоне испанской армией в 24 тыс. человек во главе с Вивесом. Гувион Сен-Сир отправился из Франции с франко-итальянским войском в 23 тыс. солдат, чтобы освободить войска Дюэма. Сначала Сен-Сир предпринял успешную осаду Росаса. Столкнувшись далее с крепостью Жироны, которая противостояла двум более ранним атакам, французский генерал прибег к рискованной стратегии. Оставив свою артиллерию и бо́льшую часть своих припасов, он обошёл Жирону, проведя 16,5 тыс. человек через горы, и направился в Барселону. Сен-Сир полностью переиграл Вивеса, который смог собрать только 9 тыс. солдат, чтобы заблокировать дорогу французам. Войска Вивеса находились на возвышенности, но огромные колонны Сен-Сира были неудержимы. Испанцы ушли, понеся большие потери, и осада Барселоны вскоре была снята.

## Предыстория

### Поражения французов
В рамках плана императора Наполеона захватить Испанское королевство путём военного переворота, в феврале 1808 года были захвачены несколько ключевых пунктов, включая Барселону. Кроме того, французы хитростью захватили Сан-Себастьян, Памплону и Фигерас. 2 мая 1808 года испанский народ восстал против имперской французской оккупации.
В начале лета 1808 года в Барселоне дислоцировался французский корпус в 12 710 человек под командованием дивизионного генерала Гийома Филибера Дюэма. 1-я дивизия Жозефа Шабрана имела 6050 солдат в восьми батальонах, 2-я дивизия Жозефа Леки состояла из 4600 человек в шести батальонах. 1700 кавалеристов были организованы в девять эскадронов под командованием бригадных генералов Бертрана Бессьера и Франсуа Ксавье де Шварца. У Дюэма также было 360 артиллеристов. Этому корпусу весьма скромного размера было приказано подавить восстание в Каталонии, направить помощь маршалу Бон Адриану Жанно де Монсею в его попытке захватить Валенсию, и удерживать Барселону. Учитывая интенсивность восстания, выполнить эти приказы было нереально.

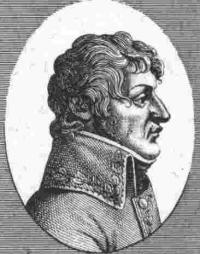
Солдаты Гийома Филибера Дюэма были заперты в Барселоне

В середине июня Шабран и Шварц были разбиты в двух сражениях при Бруке, а попытка Дюэма взять Жирону была отбита в битве при Жироне 20 — 21 июня. Заручившись помощью наспех собранной дивизии под командованием генерала Оноре Шарля Рея, Дюэм снова начал осаду Жироны. Эта неудачная операция продолжалась с 24 июля по 16 августа, после чего Дюэм отступил в Барселону, а Рей ушел в Фигерас. Известие о разгроме французов в битве при Байлене 22 июля 1808 года сильно укрепило моральный дух испанцев. Войскам Дюэма пришлось пробираться через горы и бросить всю свою полевую артиллерию, чтобы вернуться в Барселону, куда они прибыли 20 августа.

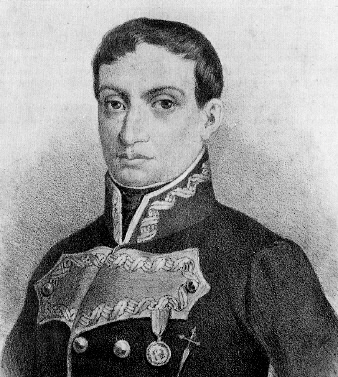
Мариано Альварес де Кастро, командующий испанской дивизией.

Тем временем с Балеарских островов прибыло подразделение регулярных испанских войск маркиза Дель Паласио. При поддержке тысяч микелетов (каталонских ополченцев) в начале августа испанцы начали блокаду Барселоны. 31 июля с помощью капитана Томаса Кокрейна и британского фрегата они захватили замок Мугат и его гарнизон из 150 неаполитанцев. Хотя 10 тыс. солдат Дюэма были в затруднительном положении, Дель Паласио не форсировал события. Французский командир периодически посылал колонны войск, которые прорывались через слабую блокаду и собирали в окрестностях еду и другие припасы. 12 октября в Сан-Кугат-дель-Вальес такая итальянская колонна получила жёсткий отпор; 300 человек погибли. После этого вылазки прекратились. Поскольку Дель Паласио вёл боевые действия крайне пассивно, 28 октября каталонская хунта поставила вместо него на пост генерал-капитана Хуана Мигеля де Вивес-и-Фелиу, который возглавлял испанское левое крыло в битве при Булу в 1794 году. Поначалу Вивес вёл себя активней, вступив 8 ноября в перестрелку с французским аванпостом, но затем тоже прекратил всякие действия, пока не прибыло подкрепление под командованием генерала Теодора фон Рединга. 26 ноября Вивес оттеснил французов за стены Барселоны, убив и ранив при этом около 100 солдат противника.
Согласно отчету от 5 ноября, у армии Каталонии под командованием Вивеса было 20 033 солдата в пяти дивизиях и небольшой резерв. Бригадный генерал Мариано Альварес де Кастро возглавлял авангард (5600 солдат), генерал граф Калдагес командовал 1-й дивизией (4998), генерал Лагуна 2-й дивизией (2360), генерал Ла Серна 3-й дивизией (2458), генерал Ла Серна 3-й дивизией (2458), генерал Франсиско Миланс дель Бош 4-й дивизией (3710). Только что подошли или подходили две гранадские дивизии под командованием Рединга, первая в 8,2 тыс. человек, а вторая в 6 тыс. человек. Кроме того, 10 ноября 3-я дивизия Арагонской армии (4688 человек) под командованием генерала Луиса Ребольедо де Палафокс-и-Мельчи, маркиза де Лазана, получила приказ идти на помощь Вивесу.

### Сен-Сир принимает командование

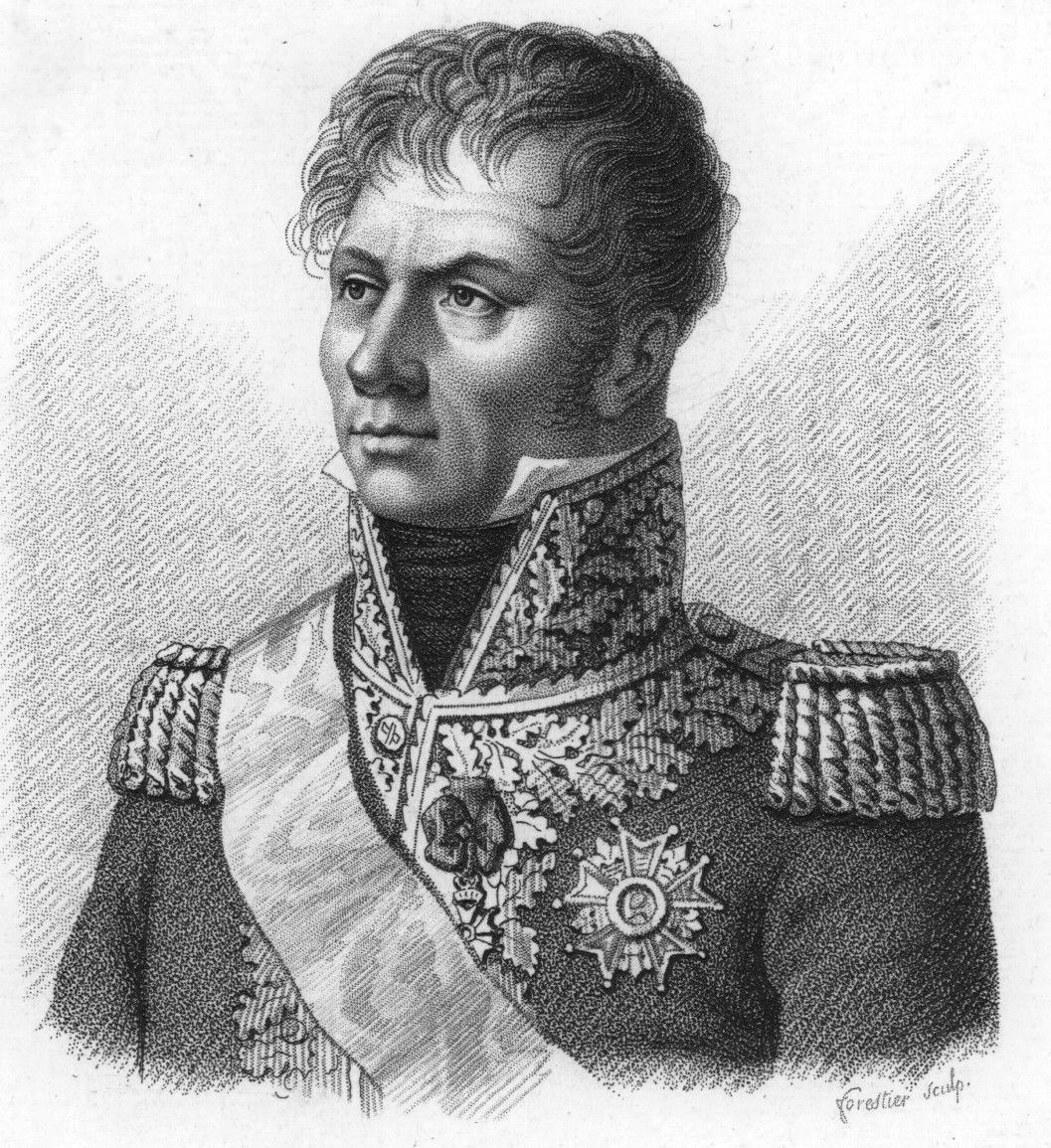
Лоран Гувион Сен-Сир получил приказ от Наполеона освободить Дюэма в Барселоне.

После летних неудач 17 августа 1808 года Наполеон назначил вместо Дюэма дивизионного генерала Лорана Гувиона Сен-Сира. Неделей ранее император приказал двум дивизиям укрепить 7-й корпус. Дивизионный генерал Жозеф Суам возглавлял 10 ветеранских французских батальонов, а дивизионный генерал Доменико Пино командовал лучшими итальянскими подразделениями. С другой стороны, дивизия Рея была сформирована из 8 тыс. второсортных солдат. Его пёстрые войска включали в себя французскую национальную гвардию, свежепризванных жандармов, французские резервные и временные подразделения, один швейцарский батальон и французский 113-й линейный пехотный полк, а также кавалерию и артиллерию. Так называемый французский 113-й полк был фактически составлен из итальянцев из недавно аннексированного Великого герцогства Тосканского.
В течение многих лет Сен-Сир верно служил Франции и обладал, согласно историку Чарльзу Оману, «первоклассными способностями». Его солдаты признавали его таланты и доверяли ему, но он держался весьма отчуждённо и надменно. Он также был очень эгоистичным, и в трудной ситуации мог запросто бросить своих собратьев-генералов. Нелюбовь Сен-Сира к Наполеону постоянно мешала его продвижению по службе. Хотя позже он мрачно писал, что император хотел, чтобы он потерпел неудачу, в 1812 году Наполеон произвёл его в маршалы Франции. Подкрепление Сен-Сира собиралось на юге Франции до середины сентября, а нехватка повозок вызвала дальнейшую задержку. 5 ноября корпус Сен-Сира наконец пересек Пиренеи недалеко от форта де Бельгард.
В это время 7-й корпус Сен-Сира состоял из шести пехотных дивизий, трёх кавалерийских бригад и артиллерии. В реестре от 10 октября числилось в общей сложности 42 382 солдата, но 1302 были на дежурстве, а ещё 4948 были ранены или больны. Из них 1-й дивизион Шабрана и 2-й дивизион Леки, а также кавалерийские бригады Бессьера и Шварца были заперты в Барселоне вместе с Дюэмом. Третья дивизия Рея имела по одному батальону из 32-го лёгкого, 16-го линейного и 56-го линейного пехотных полков, по одному батальону из 5-го резервного легиона, шассёрского полка Chasseurs des Montagnes и швейцарского полка из кантона Вале, два батальона 113-го линейного и четыре батальона временного полка из Перпиньяна. 4-я дивизия Суама содержала по три батальона из 1-го лёгкого и 42-го линейного пехотных полков, два батальона 7-го линейного пехотного полка и по одному батальону из 3-го лёгкого и 67-го линейного пехотных полков.
5-я дивизия Пино включала в себя по три батальона из итальянского 1-го лёгкого, 2-го лёгкого и 6-го линейного пехотных полков, два батальона 4-го линейного и по одному батальону 5-го и 7-го линейных пехотных полков. В состав 6-й дивизии генерала Луи Франсуа Жана Шабо входило только два батальона 2-го пехотного неаполитанского полка и один шассёрский батальон Chasseurs of the Eastern Pyrenees. Кавалерийская бригада генерала Жака Фонтана состояла из Королевского и 7-го итальянского шассёрского полков. В состав корпуса входил французский 24-й драгунский полк, который не входил ни в какую бригаду. Дивизия Рея насчитывала 4612 человек, Суама — 7712, Пино — 8368, Шабо — 1988. В трёх кавалерийских полках насчитывалось 1,7 тыс. военнослужащих, в то время как в артиллерийских бригадах было около 500 артиллеристов.
Приняв своё новое назначение, Сен-Сир получил приказы лично от Наполеона. Император проинструктировал его, что его главной целью было снятие блокады Барселоны, но детали оставил полностью на его усмотрение. Согласно последней информации, полученной от Дюэма, можно было ожидать, что Барселона продержится до конца декабря, прежде чем закончатся продукты. Сен-Сир решил, что он должен сначала взять порт города Росас, прежде чем идти на помощь к Дюэму. Осада Росаса заняла ещё один месяц, с 7 ноября по 5 декабря 1808 года. Успешная операция стоила французам около 1 тыс. убитых, раненых и умерших от болезней.
После взятия Росаса Сен-Сир мог наконец идти на Барселону. После того, как он оставил Рея удерживать Фигерас и Росас и защищать дороги во Францию, у Сен-Сира было около 1,5 тыс. кавалеристов и 15 тыс. пехотинцев в трёх дивизиях в 26 полных батальонах. Прямо на пути французов стояла Жирона. Сен-Сир знал, что об её осаде не может быть и речи, поскольку за это время гарнизон Барселоны умер бы от голода. Когда-то мимо Жироны было две дороги. Зная, что прибрежная дорога через Матаро заблокирована и находится под обстрелом кораблей британского Королевского флота, Сен-Сир решил идти по внутренней дороге. Он надеялся, что Вивес не догадается о его истинных намерениях, и испанцев можно будет разбить по частям.

## Битва

### Французское наступление

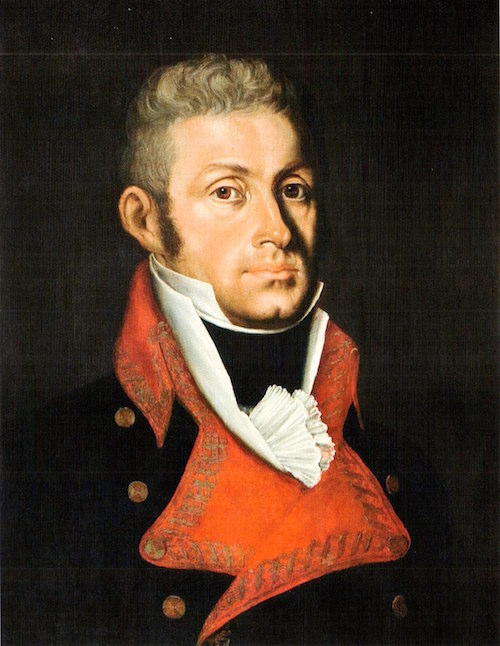
Теодор фон Рединг, швейцарец, возглавивший правый фланг испанцев.

9 ноября 1808 года Сен-Сир сосредоточил свою полевую армию на северном берегу реки Тер напротив Жироны. На следующий день французский генерал подошёл к городу, будто намереваясь его осадить. Он хотел навязать Альваресу и Лазану сражение, но два испанских генерала уклонились, понимая, что их 8 тыс. человек будут разбиты. 11 сентября Сен-Сир отправил свою артиллерию и обоз обратно в Фигерас и направился в Ла-Бисбаль-дель-Ампурдан, где его квартирмейстеры выдали каждому солдату 4-дневный паёк. Каждый солдат нес 50 патронов, а в обозе было ещё по 10 патронов на человека. Французский генерал взял на себя огромный риск. Если бы армия застряла в горах слишком надолго, начался бы голод, а если бы ей пришлось сражаться в нескольких битвах, то она могла остаться без боеприпасов. 12 ноября франко-итальянское войско прошло возле Паламоса и пробилось через микелетов (каталонское ополчение) под командованием Хуана Клароса.
13 ноября войско Сен-Сира добралось до Видререс, который находится недалеко от прибрежной дороги, ведущей в Мальграт-де-Мар, Матаро и Барселону. В тот вечер имперские солдаты видели костры Лазана на севере и другие вражеские костры на юге. Но у контрабандистов Перпиньяна Сен-Сир узнал о секретном пути между прибрежной и внутренней дорогами. Несколько поисковых групп, отправленные 14-го числа на поиск этого пути, вернулись ни с чем, поэтому Сен-Сир лично отправился на поиски с небольшим отрядом. Вылазка увенчалась успехом, хотя группа едва не была захвачена партизанами и ей пришлось пробиваться назад с боем. 15-го числа вся франко-итальянская армия прошла через горы, минуя небольшую крепость Остальрик и достигнув внутренней дороги в Сан-Селони. Здесь имперские войска снова разогнали микелетов, которыми командовал Франсиско Миланс. Хотя его люди сильно устали, Сен-Сир продолжал вести своих солдат вперёд, пока они не достигли опасного ущелья Трентапассос, которое никто не оборонял. В тот вечер франко-итальянское войско увидело перед собой череду костров, что указывало на присутствие испанской армии.
Сообщение о походе Сен-Сира в горы 11-го быстро достигло испанского лагеря. Вивес отреагировал, отправив Рединга и семь батальонов его ведущего эшелона, в общей сложности 5 тыс. человек, наблюдать за внутренней дорогой. Милансу с 3 тыс. добровольцев было приказано перекрыть прибрежную дорогу. Хотя Калдагес умолял Вивеса послать всех имеющихся солдат, чтобы остановить имперскую армию, тот оставил по крайней мере 16 тыс. человек для поддержания блокады Барселоны. Обнаружив, что на прибрежной дороге никого нет, Миланс пошёл в Сан-Селони, где 15-го числа его солдаты потерпели поражение. Известие об этой схватке окончательно побудило Вивеса взять ещё 4 тыс. человек и после ночного марша на рассвете 16 ноября 1808 года подойти с подкреплением к Редингу. Калдагес и оставшиеся 12 тыс. солдат продолжали блокаду войск Дюэма. Следовательно, у Сен-Сира было 16,5 тыс. солдат против всего лишь 9 тыс. испанцев у Вивеса. Миланс и ещё 3 тыс. были на востоке, приходя в себя после поражения, в то время как Лазан и ещё 6 тыс. человек были где-то на севере.

### Сражение

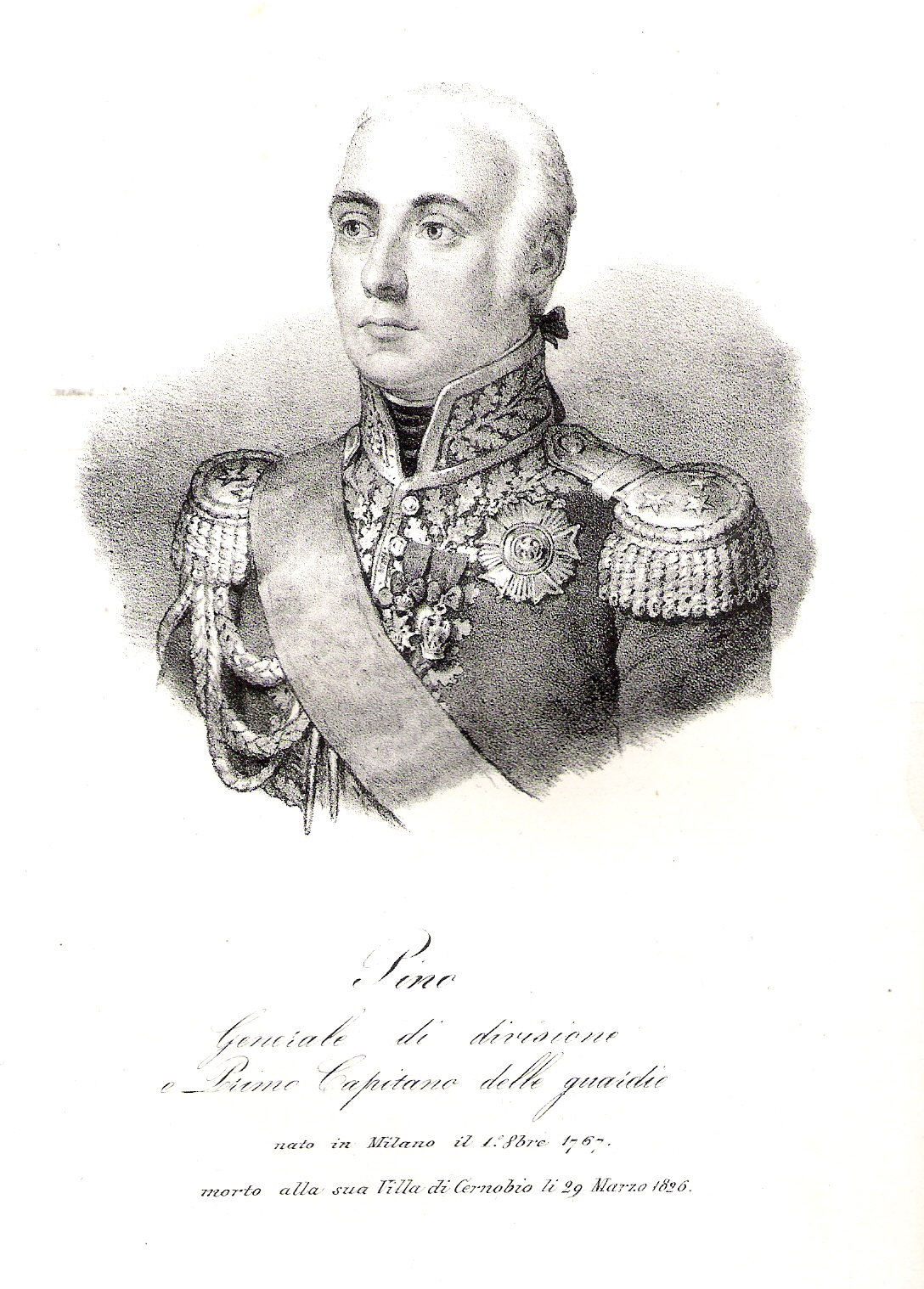
Доменико Пино не повиновался приказам Сен-Сира, и первая атака его дивизии не удалась

Поле битвы находилось между Льинарс-дель-Вальес на востоке и деревней Кардедеу на западе. Через него с северо-востока на юго-запад протекает река Могент, приток Бесоса. На севере в Могент впадают несколько ручьёв. Вивес достиг позиции только утром, и поэтому не успел составить план обороны. Вместо этого он развернул свою первую шеренгу позади ручья Рьера-де-ла-Рока, а вторую позади него, дальше в гору. Гранадская дивизия Рединга удерживала правый фланг до самого Могента, а каталонские войска Вивеса защищали центр и левый фланг. На холме, возвышающимся над главной дорогой в центре, было три орудия; слева стояло ещё два орудия, и два было у резерва. Микелеты из Вика удерживали крайний левый фланг. Два батальона и два эскадрона гусарского полка Españoles находились в резерве. Поле битвы было усеяно сосновыми и дубовыми рощами среди пахотных полей, что затрудняло обеим сторонам наблюдение за передвижениями противника.

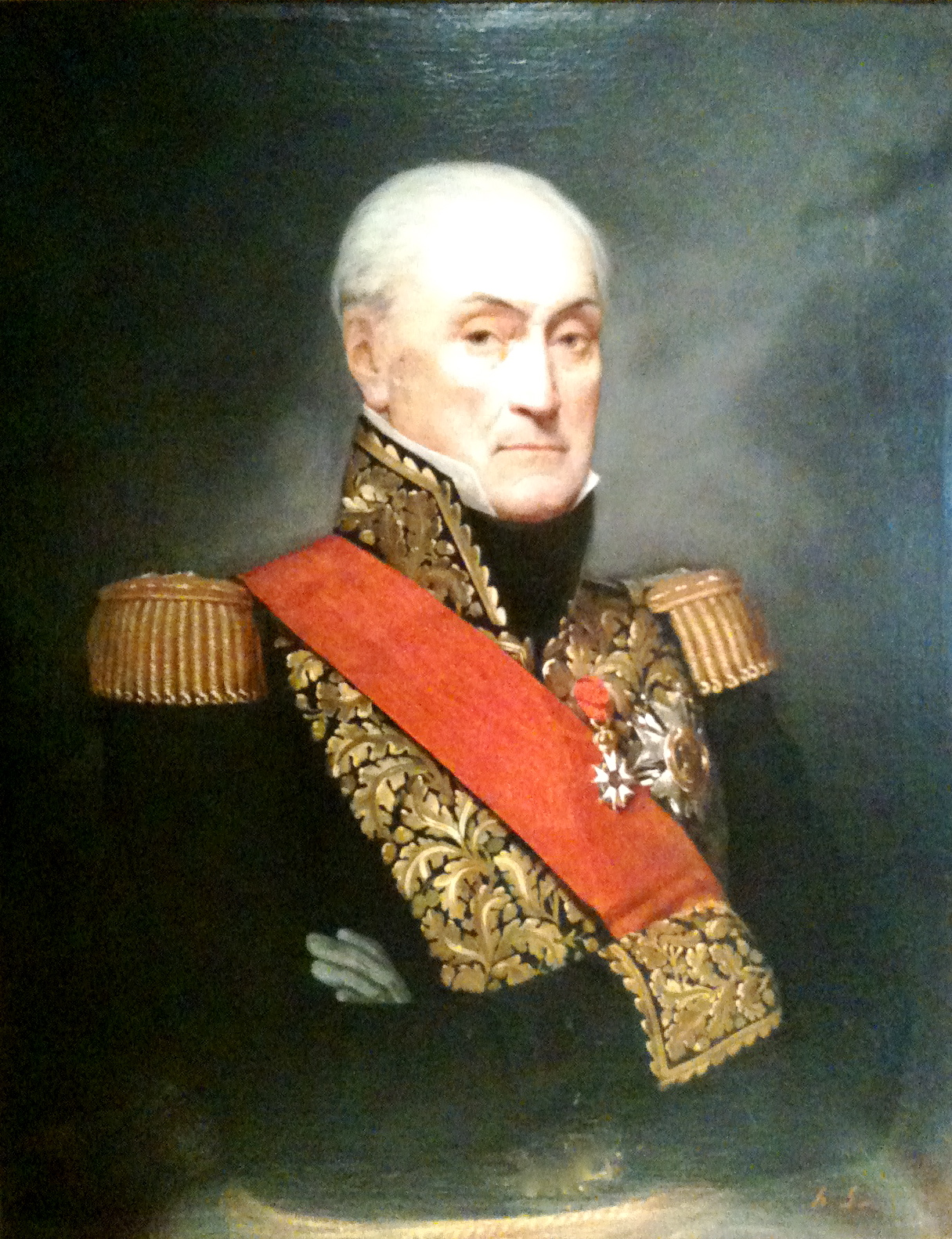
Ветеранская французская дивизия Жозефа Суама пробила брешь в обороне испанцев.

Сен-Сир знал, что время имеет для него большое значение. Последние пайки были съедены, боеприпасы истощались, и каждая минута задержки позволяла Лазану приближаться к нему сзади. Поручая Шабо удерживать ущелье Трентапассо тремя батальонами, французский полководец был полон решимости разбить шеренги Вивеса оставшимися 23 батальонами. Итальянское подразделение Пино было впереди, сопровождаемое французской дивизией Суама. Сен-Сир приказал Пино держать свои батальоны в колоннах и прорваться сквозь вражеские шеренги одним мощным ударом. Пино было запрещено отделять свои батальоны, даже нельзя было брать пленных.
Когда узкая колонна Пино подошла правей центра испанцев, она попала под обстрел с флангов. Забыв о приказах, запаниковавший Пино послал направо Фонтану с одним батальоном 2-го лёгкого и одним батальоном 7-го линейного полков, а налево бригадного генерала Луиджи Мацучелли с оставшимися двумя батальонами 2-го лёгкого и тремя батальонами 4-го линейного полков. Атака пробила первую шеренгу испанцев, но остановилась перед второй, на полпути к склону холма. Рединг приказал гусарам атаковать и направил в атаку всю свою шеренгу. Итальянцы Мацучелли были сначала остановлены, а потом отброшены к исходной точке.
В этот момент к фронту подъехал сам Сен-Сир, увидевший провал своей первой атаки. Французский командующий немедленно скомандовал десяти батальонам Суама повернуть налево и атаковать правый фланг Рединга. Затем он послал вторую бригаду Пино, в которой было по три батальона из 1-го лёгкого и 6-го линейного полков, чтобы разбить испанский центр. Фонтана с двумя батальонами продолжал отвлекать левый фланг противника. Тяжёлая колонна Суама врезалась в шеренги Рединга и разорвала их. Тем временем вторая бригада Пино оттеснила испанский центр. После этого Сен-Сир приказал итальянской лёгкой кавалерии под командованием Карло Балабио атаковать по дороге. При виде несущихся вверх по склону всадников вся испанская армия ринулась назад.
Имперские войска нанесли врагу потери в 1 тыс. убитых и раненых. Кроме того, они захватили 1,5 тыс. пленных, 5 артиллерийских орудий и два знамени. Сен-Сир сообщил о потерях в 600 человек, в основном в итальянских подразделениях Пино. Рединг едва не был схвачен при попытке остановить своих солдат. Вивес бросил свою лошадь, убегая вверх по скалам. Он достиг побережья и был переправлен в Таррагону на борту HMS Cambrian. Миланс прибыл уже после окончания битвы. Лазан так и не добрался до Сан-Селони и не успел вступить в бой с небольшим подразделением Шабо. Услышав плохие новости, он отправил своё войско обратно в Жирону.

## Итог
В тот же день, 16 декабря, Калдагес отразил попытку Дюэма прорвать блокаду. Но когда он узнал той ночью, что Вивес был разгромлен, он отступил за реку Льобрегат. В пригороде Барселоны Саррии испанская армия оставила большие запасы продовольствия. 17 ноября 1808 года победоносные войска Сен-Сира вошли в Барселону. Позже он утверждал, что Дюэм не сказал ему ни слова благодарности и даже настаивал, что Барселона могла бы продержаться ещё шесть недель. При этом Сен-Сир саркастично предъявид Дюэму копию одного из его посланий, в котором тот просил о немедленной помощи. Кампания, однако, не была закончена. 21 декабря армия Сен-Сира встретилась с Вивесом, Редингом и Калдагесом в битве при Молинс-де-Рей.